# Dipurena halterata
Dipurena halterata är en nässeldjursart som först beskrevs av Forbes 1846.  Dipurena halterata ingår i släktet Dipurena och familjen Corynidae. Arten är reproducerande i Sverige. Inga underarter finns listade i Catalogue of Life.